# بارت نویوکوپ
بارت نویوکوپ (انگلیسی: Bart Nieuwkoop؛ زادهٔ ۷ مارس ۱۹۹۶) بازیکن فوتبال اهل هلند است.
از باشگاه‌هایی که در آن بازی کرده‌است می‌توان به باشگاه فوتبال فاینورد اشاره کرد.
وی همچنین در تیم‌های ملی فوتبال زیر ۱۷ سال هلند، زیر ۱۹ سال هلند، زیر ۱۹ سال هلند، و زیر ۱۹ سال هلند بازی کرده‌است.